# Bythinella badensis
Bythinella badensis е вид коремоного от семейство Hydrobiidae. Видът е почти застрашен от изчезване.

## Разпространение
Разпространен е в Австрия и Германия.